# 댄 고어
대니얼 루이스 고어(영어: Daniel Lewis Gore, 2004년 9월 26일~)는 잉글랜드의 축구 선수로, 현재 로더럼 유나이티드 FC에서 미드필더로 뛰고 있다.